# Best Thing I Never Had
Best Thing I Never Had – piosenka amerykańskiej wokalistki Beyoncé Knowles, pochodząca z jej czwartego albumu studyjnego, 4. 1 czerwca 2011 roku została wydana nakładem Columbia Records jako drugi singel promujący płytę. Za kompozycję „Best Thing I Never Had” odpowiadali Patrick „J. Que” Smith, Kenneth „Babyface” Edmonds, Symbolyc One, Caleb McCambell, Atonio Dixon, Knowles oraz Shea Taylor. Utwór został nagrany i wyprodukowany w nowojorskich MSR Studio i KMA Studio.
Stojąc na pograniczu muzyki R&B i popu, „Best Thing I Never Had” porusza tematykę zemsty oraz karmy. Chcąc uniknąć złamanego serca, wokalistka śpiewa, że cieszy się, iż pozostawiła w tyle dawną miłość, jako że były partner nie doceniał możliwości prowadzenia wspólnego, szczęśliwego życia. „Best Thing I Never Had” została generalnie dobrze przyjęta przez krytyków; kilku z nich dostrzegło w piosence podobieństwo tematyczne i stylowe do innego utworu Knowles, „Irreplaceable” z 2006 roku.
Wideoklip do „Best Thing I Never Had” został wyreżyserowany przez Diane Martel. Ukazuje on Beyoncé, która przygotowuje się do własnego ślubu. Wspomina jednocześnie byłego partnera, który nie okazywał jej takiej uwagi, na jaką zasługiwała. Część recenzentów uznała, że wokalistka wygląda w teledysku „olśniewająco”. Knowles promowała „Best Thing I Never Had” podczas wielu występów koncertowych, a w tym podczas swojego show w ramach Glastonbury Festival, a także w ramach rewii 4 Intimate Nights with Beyoncé.

## Tło
„Best Thing I Never Had” została napisana przez Knowles, Kennetha Edmondsa, Patricka „J. Que” Smitha, Antonio Dixona, Shea Taylora, Larry’ego Griffina, Jr. oraz Caleba McCampbella. Z kolei za jego produkcję odpowiadali Symbolyc One, Knowles, Babyface, Dixon, Taylor i McCampbell. W wywiadzie dla Black Entertainment Television Patrick Smith wypowiedział się o pracy nad „Best Thing I Never Had”. Tłumaczył, że przebywając w Los Angeles, otrzymał telefon od Tony’ego Dixona, dla którego od kilku lat pisał teksty. Dixon poinformował Smitha, że otrzymali ofertę współpracy od Knowles i dlatego muszą zjawić się w studio nagraniowym. Podczas podróży, Smith napisał fragment tekstu utworu, a już w studio kolejne wersy stworzył Babyface. Po zaledwie kilkunastu godzinach Dixon i Smith stworzyli całość tekstu „Best Thing I Never Had”. Po nagraniu wersji demo, Edmonds wprowadził do tekstu ostatnie poprawki. Jak powiedział Smith: „Wiesz, tutaj słowo, tam melodia, i nagle utwór nabrał nowego życia. On [Babyface] jest absolutnym mistrzem w tym, co robi. I jestem niezmiernie zaszczycony tym, że mogę z nim pracować”. Po zakończeniu prac w Los Angeles z Dixonem i Edmondsem, Smith został zaproszony na ekskluzywną sesję nagraniową z udziałem Knowles:

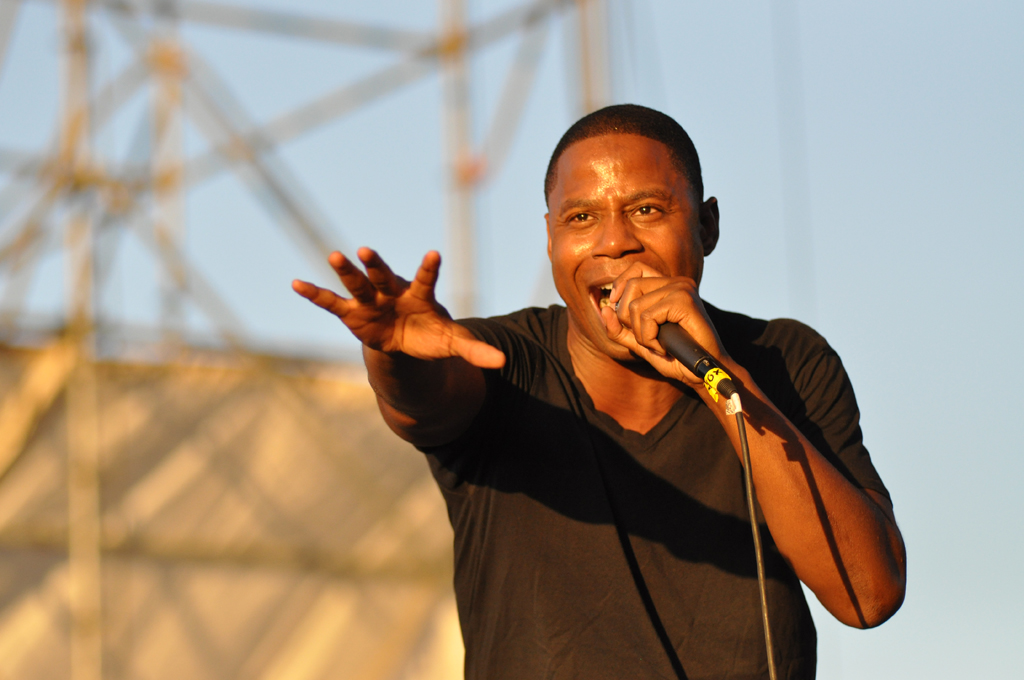
Zmiana charakteru „Best Thing I Never Had” na balladę inspirowana była utworem „The Show” Douga E. Fresha (na zdjęciu)

„Wyjechaliśmy do Nowego Jorku na tygodniową sesję nagraniową. Napisaliśmy sześć piosenek, nagrywając pięć z nich. [...] Byłem przytłoczony tym, jak piękna [Beyoncé] jest na żywo. Nie byłem na to gotowy. Jej etyka pracy jest szalona. Pamiętam wieczór, kiedy przybyła do studia około godziny 21, żeby zarejestrować 'Best Thing I Never Had’. Dopiero co wysiadła z samolotu i od razu skierowała się do studia. Zagraliśmy jej 'Best Thing I Never Had’. Pokochała ją! Podskakiwała w studio i tej samej nocy zarejestrowała trzy nowe nagrania. Jej zdolność do tego, by pracować nad materiałem kilka godzin, wciąż z tym samym głodem i skupieniem, zszokowała mnie. [Knowles] Była niezwykle wdzięczna, że się zjawiliśmy. Ona jest bardzo serdeczną, przyjacielską osobą. Wciąż pozostała dziewczyną z Południa. Ale najmilej wspominam chwilę, kiedy do studia wkroczył Babyface, a Beyoncé w jednym momencie zmieniła się w fana. Siedziała i z podekscytowaniem słuchała tego, co mówił Kenny. Zawsze świetnie jest widzieć, że osoby, które same pozostają w blasku, także mogą być pod czyimś wrażeniem, być czyimiś wielbicielami. To było super”.

28 lipca 2011 roku Smith zamieścił oryginalną wersję „Best Thing I Never Had” na swojej stronie internetowej. Smith wyraził ponadto radość z faktu, że Knowles i jej wytwórnia wybrali piosenkę jego autorstwa jako drugi singel z 4: „Jestem jednocześnie wdzięczny i podekscytowany tym, że #TeamBey zdecydowali się wydać naszą piosenkę jako drugi singel”, napisał w Internecie. Smith powiedział, że główną inspiracją dla „Best Thing I Never Had” był utwór „The Show” Douga E. Fresha. Ujawnił także, że „Best Thing I Never Had” w założeniu nie miał być balladą, brzmiąc pierwotnie jak „hip hopowy materiał utrzymany w klimacie lat 80.”.

## Wydanie i okładka
12 maja 2011 roku urządzone zostało zamknięte przyjęcie, na którym grupa fanów Knowles miała okazję przesłuchać pięciu piosenek z 4, wśród których była „Best Thing I Never Had”. W maju do Internetu wyciekło demo utworu „End of Time”, który przez część mediów, łącznie z MTV News, typowany był na drugi singel wokalistki z jej nowego albumu. Spekulacje te zostały jednak ucięte wraz z premierą „1+1” – singla promocyjnego z 4. Na początku czerwca 2011 roku Columbia Records poinformowała, że „1+1” nie został udostępniony stacjom radiowym, zamiast tego, „Best Thing I Never Had” został wybrany na drugi singel z 4.
27 maja 2011 roku amerykańska stacja radiowa 96.1 Kiss FM otrzymała wiadomość od menedżmentu Knowles, informującą, że kolejnym singlem z albumu 4 będzie „Best Thing I Never Had”. Zgodnie z planami, utwór zadebiutował na antenie 1 czerwca 2011 roku, o godzinie 8 rano. Tego samego dnia miał również premierę w amerykańskim iTunes Store. Tego samego dnia singel stał się dostępny w formie digital download w wybranych krajach, a w tym między innymi w Australii, Kanadzie i Nowej Zelandii. Również 1 czerwca na oficjalnej stronie internetowej wokalistki opublikowana została okładka singla. Autorką zdobiącej je fotografii jest Ellen von Unwerth; zdjęcie ukazuje Knowles stojącą przed lustrem łazienkowym, trzymającą w dłoni czerwoną szminkę do ust, którą uprzednio napisała na lustrze zwrot „King B”. Beyoncé ma sobie obcisłą, żółtą sukienkę projektu Lleah Rae.

## Kompozycja
„Best Thing I Never Had” to utrzymana w średnim tempie ballada łącząca muzykę R&B z popem i elementami gospelu. Według EMI Music Publishing, „Best Thing I Never Had” utrzymana jest w metrum o tempie 100 uderzeń na minutę i tonacji Ges-dur. Styl muzyczny i tematyka utworu przywołały krytykom podobieństwo do wcześniejszych piosenek Knowles: „Irreplaceable” (2006) oraz „If I Were a Boy” (2008). Instrumentalizacja w „Best Thing I Never Had” składa się z melodii pianina w intro i outro, perkusji, instrumentów strunowych, a także warstwowego wokalu pobocznego. Kyle Anderson z Entertainment Weekly napisał, że elementy „Best Thing I Never Had” były inspirowane utworami „That’s the Way It Is” (1999) Céline Dion, a także „The Way It Is” (1986) Bruce’a Hornsby’ego. Z kolei Caryn Ganz z Yahoo! Music przywołała podobieństwo „Best Thing I Never Had” do ścieżki „A Thousand Miles” (2002) Vanessy Carlton. James Dinh z MTV News uznał, że „Best Thing I Never Had” brzmi jak utwór z typowego musicalu broadwayowskiego. Stwierdził on, że wpływ na to miała współpraca Knowles z członkami zespołu, który odpowiadał za muzykę do musicalu Fela!.
Tekst „Best Thing I Never Had” skupia się na rozpadzie związku pomiędzy kobietą a mężczyzną, który wywarł wpływ na każde z nich. Utwór porusza ponadto temat zemsty i karmy, a zwłaszcza kilka wersów: „What goes around comes back around”, „Best thing I’ve never had”, „Best thing you’ve never had”, a także „Sucks to be you right now”. Pozostając szczęśliwą, bo uniknęła złamanego serca, Knowles śpiewa o swoim byłym partnerze, który nie widział możliwości stworzenia z nią szczęśliwego związku, dopóki się nie rozstali. Po odkryciu nieuczciwości jakiej się dopuszczał, „Beyoncé nie pragnie jego miłości”. Ostatni wers tekstu podsumowuje, że Knowles dokonała słusznego wyboru, którego nie żałuje: „Założę się, że beznadziejnie jest być teraz tobą”.

## Przyjęcie
„Best Thing I Never Had” spotkała się z generalnie pozytywnymi recenzjami krytyków. Gerrick D. Kennedy z Los Angeles Times zanotował podobieństwo „Best Thing I Never Had” do wcześniejszych singli Knowles: „Irreplaceable” i „If I Were a Boy”, a swoją ocenę zakończył słowami: „Beyoncé z pewnością wie, jak porzucić faceta w dobrym stylu”. James Dinh z MTV News stwierdził, że piosenka ma „chwytliwy refren” oraz jest „typowym utworem radiowym”. James Montgomery z tej samej publikacji uznał, że „Best Thing I Never Had” stanowi jedną z najlepszych ballad na 4. Robbie Daw ze strony internetowej Idolator napisał, że „Best Thing I Never Had” znacznie bardziej nadaje się na hit radiowy, niż „Run the World (Girls)”. Nadine Cheung z AOL Radio pochwaliła wokalne wariacje Knowles na „Best Thing I Never Had”. Andy Kellman z bazy internetowej AllMusic wybrał „Best Thing I Never Had” jako jeden z najlepszych momentów z 4. Kyle Anderson z Entertainment Weekly uznał, że brak komercyjnego sukcesu „Run the World (Girls)” przyczynił się do szybkiej premiery „Best Thing I Never Had” jako singla, zaś „sam utwór wydaje się być klasycznym hitem, który pozwoli, by 4 dołączył do grona multiplatynowych wydawnictw Beyoncé”.
Leah Collins z magazynu Dose napisała: „'Irreplaceable’, ‘Independent Women’, 'If I Were a Boy’... Możemy wymieniać dalej... Minęło wiele czasu, odkąd Beyoncé udowodniła, że potrafi tworzyć piosenki dla wszystkich kobiet. Jej najnowszy singel, 'Best Thing I Never Had’, zabiera nas z powrotem do tych, nie tak znowu odległych, dni”. Jessica Sinclair z Long Island Press stwierdziła, że „Best Thing I Never Had” „różni się od 'Run the World (Girls)' i ukazuje tę stronę Beyoncé, którą rzadko możemy obserwować”. Podobną opinię wyraziła Joanne Dorken z MTV UK, pisząc: „Ta piosenka ukazuje bardziej dziką stronę Beyoncé za sprawą szybkiego tempa i agresywnego brzmienia fortepianu. Jest pełna siły i emocji, a większość z nas po prostu nie może pozbyć się jej ze swoich głów!” Robert Copsey z Digital Spy przyznał „Best Thing I Never Had” ocenę czterech na pięć możliwych gwiazdek, chwaląc stronę tekstową utworu, a także „migoczące dźwięki fortepianu”. Amos Barshad z magazynu New York napisał, że „Best Thing I Never Had” „jest silnie inspirowany innym hitem Beyoncé, „Irreplaceable” z 2006 roku, co od razu mówi, że musi być czymś dobrym”. Matthew Perpetua z Rolling Stone wyraził podobne stanowisko, twierdząc, że „Best Thing I Never Had” mógł równie dobrze nazywać się „Irreplaceable Part Two”. Następnie dodał: „Wokal Beyoncé wnosi głębię do prostej piosenki o porzuceniu koszmarnego faceta, zaprzeczając wymuszonym połączeniom urażonej dumy ze złamanym sercem”
Rich Juzwiak z The Village Voice skomentował, że „Best Thing I Never Had” „nie jest taką ikoną, jak jego punkt odniesienia, czyli „Irreplaceable”, ale nie jest również jego cieniem”. Juzwiak pochwalił ponadto optymizm, jaki niesie ze sobą tekst utworu. Ricky Schweitzer z One Thirty BPM napisał: „Nawet takie zapełniacze czasu, jak Vanesso–Carltonowy singel „Best Thing I Never Had” stanowią arcydzieła w porównaniu do większości śmieciowej muzyki, którą tworzą rówieśnicy, konkurenci Beyoncé”. Z drugiej strony, „Best Thing I Never Had” otrzymał również dość mieszane lub też negatywne oceny. David Amidon z PopMatters stwierdził, że „lenistwo w najczystszej postaci objawia się tu wszędzie, na przykład w lirycznym kontekście 'Best Thing I Never Had’, w którym to mężczyzna 'okazuje się być dupkiem’, a Beyoncé pewna siebie głosi, że ' beznadziejnie jest teraz być tobą'”. Swoją recenzję podsumował słowami: „[Odbiorcy] zastanawiają się, jak tak kiepski tekst mógł zostać wyśpiewany w tak poważny sposób”. Embling z Tiny Mix Tapes również niepochlebnie wyraził się o tych fragmentach tekstu: „Kiedy Beyoncé wymawia słowa 'beznadziejnie jest teraz być tobą’ trudno nie przywoływać w myślach skojarzeń do uczennicy szkoły średniej, która obgaduje swojego chłopaka na placu zabaw”.

### Wyróżnienia
„Best Thing I Never Had” nominowana jest do nagrody Soul Train Music Award w kategorii nagranie roku.

## Wideoklip

### Tło

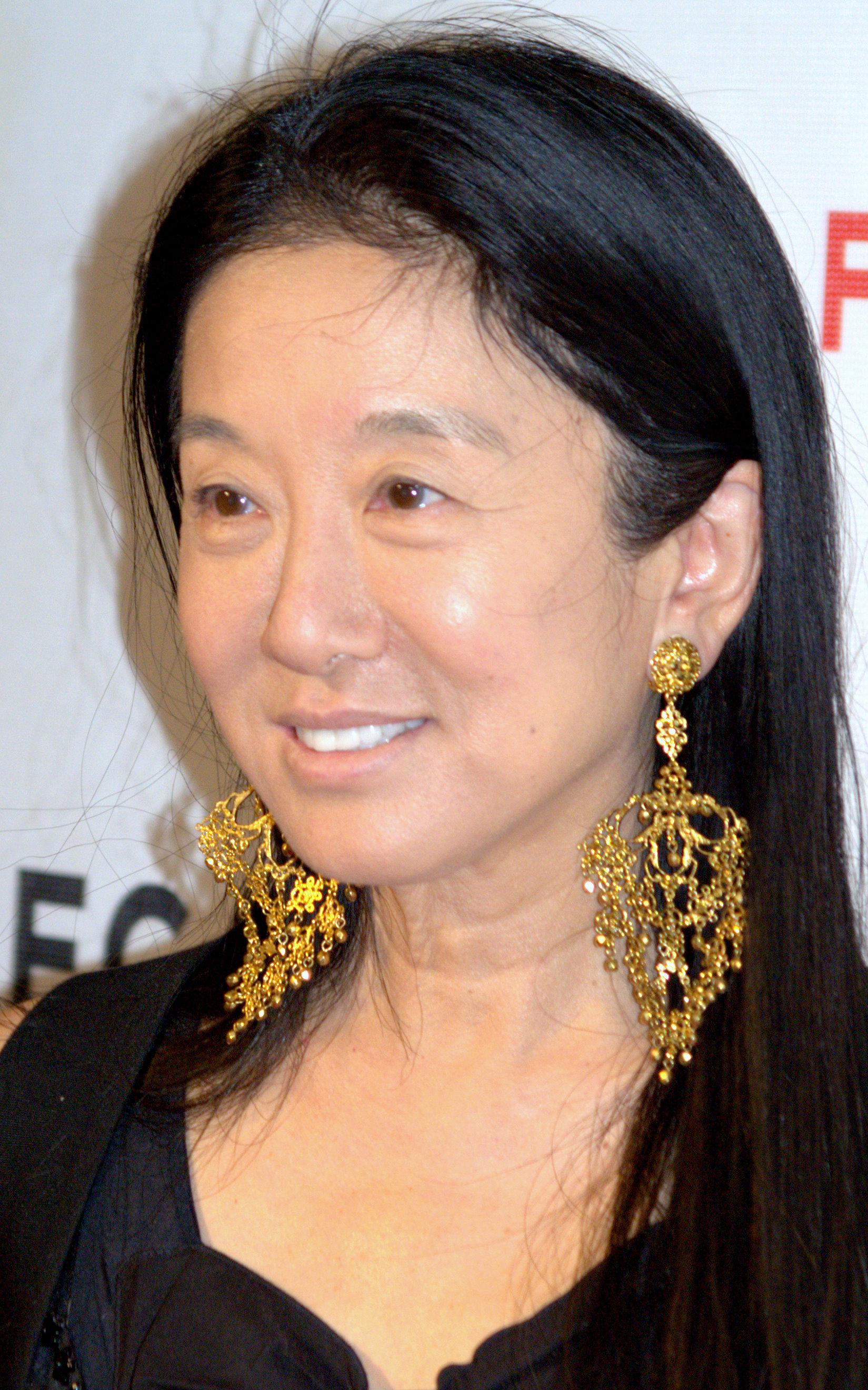
Vera Wang (na zdjęciu) zaprojektowała suknię ślubną z wideoklipu do „Best Thing I Never Had”

Wideoklip do piosenki „Best Thing I Never Had” został wyreżyserowany przez Diane Martel. Zdjęcia trwały dwa dni i odbywały się w hrabstwie Winchester 15 czerwca 2011 roku oraz w brooklyńskim Fort Greene 16 czerwca 2011 roku. Knowles nie zagrała osobiście w scenach balu licealnego; w jej rolę wcieliła się aktorka. Opowiadając o tym, wyznała: „To, że w teledysku nie zagrałam królowej balu przypomniało mi, że sama nie miałam okazji zatańczyć w tiarze na moim balu licealnym”. Dodała ponadto, że czuła się dziwnie, ponieważ do ołtarza nie poprowadził jej ojciec, Mathew Knowles, który czynił te honory podczas jej ślubu z Jayem-Z w kwietniu 2008 roku. W lipcu 2011 roku Beyoncé udzieliła wywiadu Access Hollywood, w którym opowiedziała o pracy na planie wideoklipu:

„To było trochę dziwne. Idąc do ołtarza, myślałam: 'Tam stoi jakiś inny mężczyzna!' Wszyscy byli tak podekcytowani, jakby to był mój prawdziwy ślub. Moja mama naprawdę wszystkim się przejmowała, musiałam powtarzać jej: 'Mamo, to tylko wideo. To nie moja suknia. To nie jest mój prawdziwy ślub!' Mimo to, myślę, że każdy z tego typu momentów sprawia, że kobieta odnosi go do siebie”.

Knowles wyjawiła również, skąd wzięła się suknia ślubna z teledysku do „Best Thing I Never Had”: „Jakiś rok temu, jadąc na ceremonię rozdania nagród Grammy, zobaczyłam na wystawie Baracci niesamowitą suknię. Wyglądała, jak piękna fantazja, dlatego przed rozpoczęciem prac na planie wideoklipu zadzwoniliśmy do salonu i okazało się, że wciąż mają tę suknię”. Autorką projektu sukni była Vera Wang. Beyoncé wykorzystała w teledysku również tiarę wykonaną przez Lorraine Schwartz; tiara ta pierwotnie stanowiła ozdobną kolię. Wokalistka przyznała, że strój, w jakim pojawiła się w wideoklipie sprawił, iż „poczuła się jak królowa”. Knowles powiedziała ponadto, że ślub z „Best Thing I Never Had” był znacznie bardziej chaotyczny, niż jej prawdziwa ceremonia ślubna. Wideoklip miał premierę 7 lipca 2011 roku o godzinie 20.

### Fabuła
Wideoklip rozpoczyna się scenami, w których Knowles przygotowuje się do uroczystości ślubnych. W międzyczasie ukazywane są ujęcia z przeszłości, czyli z licealnego balu w 1998 roku, na którym widać wokalistkę ze swoim byłym chłopakiem. Podczas ich wspólnego tańca, chłopak zaczyna interesować się inną dziewczyną, i ignoruje Beyoncé. Po tym, teledysk wraca do czasu teraźniejszego, ukazując Knowles w finałowym stadium przygotowań, nim uda się do ołtarza w dniu swojego ślubu. Obrazy te przeplatają się scenami, gdzie wokalistka, w sukni ślubnej, znajduje się na wzgórzu, śpiewając słowa piosenki. Ostatnie zdjęcia ukazują ostatnią już retrospekcję – byłego chłopaka Beyoncé, który siedzi samotnie z koroną króla balu na głowie. W kontraście, Knowles i jej mąż świętują zaślubiny podczas przyjęcia weselnego. Końcowe ujęcia przedstawiają wokalistkę, która z satysfakcją i zadowoleniem spogląda w kamerę, by następnie wrócić do gości i swojego męża.

### Przyjęcie
Adam B. Vary z Entertainment Weekly napisał, że „Knowles ukazuje się w wideoklipie w najwyższej formie – pod względem głosu, wyglądu, a także doboru pięknej sukni ślubnej”. Rolling Stone uznał, że „Beyoncé wygląda olśniewająco w ślubnym stroju”, zaś najlepszą cechą teledysku wyróżnił fakt, iż „Knowles kieruje swój śpiew wprost do kamery”. Recenzja kończyła się słowami: „Wideo perfekcyjnie realizuje wszystkie swoje cele, ukazując doskonale przekaz tekstu, opatrzony pięknymi, zapadającymi w pamięć efektami wizualnymi”. Leah Collins z The Vancouver Sun stwierdziła, że teledysk „ukazuje skąpany w promieniach słońca ślub marzeń – możliwe, że nieco bardziej huczny, niż prawdziwa ceremonia zaślubin Beyoncé i Jaya-Z”. Sarah Anne Hughes z The Washington Post podkreśliła „ekstrawagancję w kreacji Beyoncé”, dodając: „Jedyny minus? Brak tańca w stylu „Single Ladies”, który każda z nas mogłaby wykonywać przed lustrem”. Kara Warner z MTV News uznała, że piosenki „Run the World (Girls)” i „Best Thing I Never Had” są tak różne, jak dzień i noc – tak samo, jak ich wideoklipy: „Podczas gdy „Run the World (Girls)” jest dziki, nieokiełznany i energiczny, „Best Thing I Never Had” także ma w sobie siłę, jednak znacznie bardziej opanowaną i stonowaną”. Werner pochwaliła również „olśniewającą” suknię Knowles, dodając, że „[kreacja] zapewne trafi niedługo na modowe blogi, zważywszy na jej wyszywane i wysadzane kamieniami detale, nie wspominając już o jedwabnych wykończeniach i marszczeniach po bokach”.
Andrea Magrath z Daily Mail porównała wizerunek Knowles z wideoklipu do postaci arystokratki Marii von Trapp. Erika Ramirez z magazynu Billboard także pochwaliła teledysk, komentując: „Nie ma lepszego sposobu, by pokazać swojemu byłemu, że jest 'najlepszą rzeczą, której nie miałam’, niż powiedzieć ‘Tak’ komuś znacznie lepszemu, mając w dodatku na sobie piękną suknię ślubną od Baracci Beverly Hills”. Jason Lipshutz z tej samej publikacji stwierdził, że klip „wywołuje uśmiech” i przedstawia „ślub marzeń”. Gordon Smart z The Sun napisał, że „Knowles wygląda wyjątkowo seksownie w białym gorsecie”, a następnie kontynuował: „jej były partner będzie stał jak wryty, oglądając ten klip i zdając sobie sprawę, co stracił”. Magazyn „New York” uznał z kolei: „Poza tym całym motywem dojrzałej, usidlonej i szczęśliwej, Mrs. Hova przechadza się wokół z największym, najbardziej niepohamowanym uśmiechem, jaki kiedykolwiek widzieliście, jednocześnie balansując niesamowicie ciałem (spójrzcie na te ruchy w 3:30), podczas gdy w międzyczasie widzimy domowe materiały na temat tego palanta, którego rzuciła niczym zużyty bilet parkingowy”.

### Wideoklip alternatywny
26 lipca 2011 roku Beyoncé ogłosiła plany stworzenia alternatywnego wideoklipu do „Best Thing I Never Had”. W tym celu poprosiła swoich fanów, by ci przesyłali jej zdjęcia z własnych balów licealnych lub ślubów. Alternatywny teledysk, złożony z tychże fotografii, miał premierę 11 października 2011 roku na stronie internetowej Celebuzz.

## Wykonania na żywo

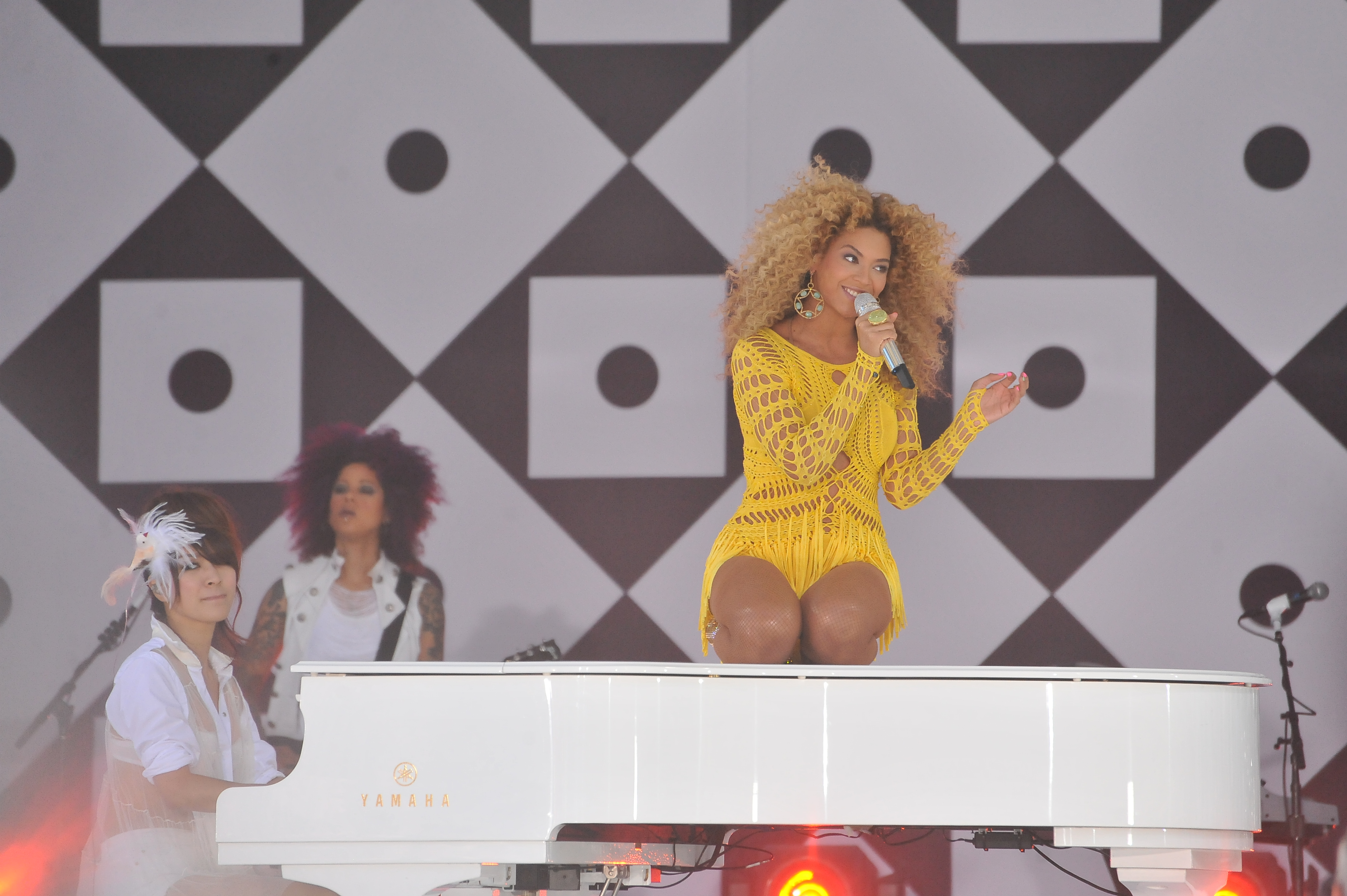
Knowles podczas koncertu w nowojorskim Central Parku

Beyoncé wykonała „Best Thing I Never Had” po raz pierwszy na żywo 20 czerwca 2011 roku podczas koncertu w Palais Nikaia, we francuskiej Nicei. Następnie, 26 czerwca, zaśpiewała utwór na festiwalu Glastonbury Festival; Knowles była jednocześnie pierwszą kobietą w historii, która stanowiła główną gwiazdę sceny-piramidy. „Best Thing I Never Had” był wówczas 4. utworem odegranym podczas jej 90-minutowego show na festiwalu. Zapis wykonania „Best Thing I Never Had” z Glastonbury Festival został tej samej nocy wyświetlony podczas odbywającej się w Stanach Zjednoczonych gali BET Awards 2011. 28 czerwca Beyoncé zaśpiewała utwór w finałowym odcinku 2. serii francuskiej wersji programu X Factor.
1 lipca 2011 roku Knowles zagrała darmowy koncert w nowojorskim Central Parku, za realizację którego odpowiadał program Good Morning America; jedną z wykonywanych przez nią piosenek była „Best Thing I Never Had”. Następnie wokalistka zaśpiewała ten sam utwór podczas zorganizowanego przez Macy's 35. dorocznego spektaklu fajerwerków z okazji święta 4 lipca. Beyoncé wykonała „Best Thing I Never Had” również w programach The View oraz Late Night with Jimmy Fallon, gdzie na scenie towarzyszył jej zespół The Roots. „Best Thing I Never Had” grany był podczas wszystkich czterech koncertów w ramach rewii 4 Intimate Nights with Beyoncé, która w sierpniu 2011 roku miała miejsce w nowojorskiej Roseland Ballroom.

## Pozycje na listach i certyfikaty
| Lista (2011)                         | Najwyższa pozycja |
| ------------------------------------ | ----------------- |
| Australian Singles Chart             | 17                |
| Australian Urban Singles Chart       | 6                 |
| Austrian Singles Chart               | 39                |
| Belgian Tip Chart (Flandria)         | 50                |
| Belgian Tip Chart (Walonia)          | 8                 |
| Brasil Hot 100 Airplay               | 5                 |
| Canadian Hot 100                     | 27                |
| Czech Airplay Chart                  | 29                |
| Danish Singles Chart                 | 24                |
| Dutch Top 40                         | 23                |
| French Singles Chart                 | 61                |
| German Singles Chart                 | 29                |
| Irish Singles Chart                  | 2                 |
| Japan Hot 100                        | 14                |
| New Zealand Singles Chart            | 9                 |
| Polish Airplay Chart                 | 2                 |
| Scottish Singles Chart               | 3                 |
| South Korea Gaon International Chart | 1                 |
| Spanish Singles Chart                | 46                |
| Swedish Singles Chart                | 44                |
| Swiss Singles Chart                  | 35                |
| UK R&B Chart                         | 1                 |
| UK Singles Chart                     | 3                 |
| U.S. Billboard Hot 100               | 16                |
| U.S. Hot R&B/Hip-Hop Songs           | 4                 |
| U.S. Pop Songs                       | 15                |
| U.S. Hot Dance Club Songs            | 1                 |

| Państwo                  | Certyfikat |
| ------------------------ | ---------- |
| Australia (ARIA)         | Platyna    |
| Nowa Zelandia (RIANZ)    | Złoto      |
| Stany Zjednoczone (RIAA) | Złoto      |

| Lista (2011)                   | Pozycja |
| ------------------------------ | ------- |
| Australian Singles Chart       | 90      |
| Australian Urban Singles Chart | 35      |
| UK R&B Chart                   | 6       |
| UK Singles Chart               | 34      |
| U.S. Billboard Hot 100         | 86      |
| U.S. Hot R&B/Hip-Hop Songs     | 25      |
| U.S. Rhythmic Songs            | 36      |

## Format i lista utworów
- Digital download[15]

1. „Best Thing I Never Had” – 4:12

- Niemiecki singel CD[97]

1. „Best Thing I Never Had” – 4:13
2. „Run the World (Girls)” (remiks klubowy Kaskade’a) – 5:03

- Cyfrowy minialbum[98]

1. „Best Thing I Never Had” (remiks Garetha Wyna) – 6:33
2. „Best Thing I Never Had” (remiks Olliego Collinsa i Freda Portelliego) – 6:23
3. „Best Thing I Never Had” (remiks Billionaire’a) – 4:40
4. „Best Thing I Never Had” (remiks Moguai) – 6:17

## Personel
Lista osób odpowiedzialnych za produkcję utworu zaczerpnięta z notek albumowych 4.
| - Val Brathwaite – miks - Antonio Dixon – produkcja, tekst - Kenneth „Babyface” Edmonds – produkcja, tekst - Gloria Kaba – inżynier dźwięku - Beyoncé Knowles – wokal, produkcja, tekst - Caleb McCampbell – produkcja, tekst - Tony Maserati – miks | - Serge Nudel – inżynier dźwięku - Symbolyc One – produkcja, tekst - Rob Suchecki – gitara - Patrick „J. Que” Smith – tekst - Shea Taylor – produkcja, tekst - Pete Wolford – inżynier dźwięku - Jordan „DJ Swivel” Young – nagrywanie |

## Daty wydania
| Kraj              | Data            | Format            |
| ----------------- | --------------- | ----------------- |
| Australia         | 1 czerwca 2011  | digital download  |
| Kanada            | 1 czerwca 2011  | digital download  |
| Nowa Zelandia     | 1 czerwca 2011  | digital download  |
| Stany Zjednoczone | 1 czerwca 2011  | digital download  |
| Austria           | 9 czerwca 2011  | digital download  |
| Belgia            | 9 czerwca 2011  | digital download  |
| Brazylia          | 9 czerwca 2011  | digital download  |
| Dania             | 9 czerwca 2011  | digital download  |
| Finlandia         | 9 czerwca 2011  | digital download  |
| Francja           | 9 czerwca 2011  | digital download  |
| Niemcy            | 9 czerwca 2011  | digital download  |
| Irlandia          | 9 czerwca 2011  | digital download  |
| Włochy            | 9 czerwca 2011  | digital download  |
| Holandia          | 9 czerwca 2011  | digital download  |
| Norwegia          | 9 czerwca 2011  | digital download  |
| Portugalia        | 9 czerwca 2011  | digital download  |
| Hiszpania         | 9 czerwca 2011  | digital download  |
| Szwecja           | 9 czerwca 2011  | digital download  |
| Szwajcaria        | 9 czerwca 2011  | digital download  |
| Niemcy            | 8 lipca 2011    | CD                |
| Australia         | 2 września 2011 | cyfrowy minialbum |
| Nowa Zelandia     | 2 września 2011 | cyfrowy minialbum |
| Europa            | 2 września 2011 | cyfrowy minialbum |